# Princeton Chert
Princeton Chert est une localité  en Colombie-Britannique, Canada. Elle présente l'une des collections de plantes fossiles les mieux préservées de l'Éocène dans le monde, avec une particulière abondance et diversité des espèces,,.

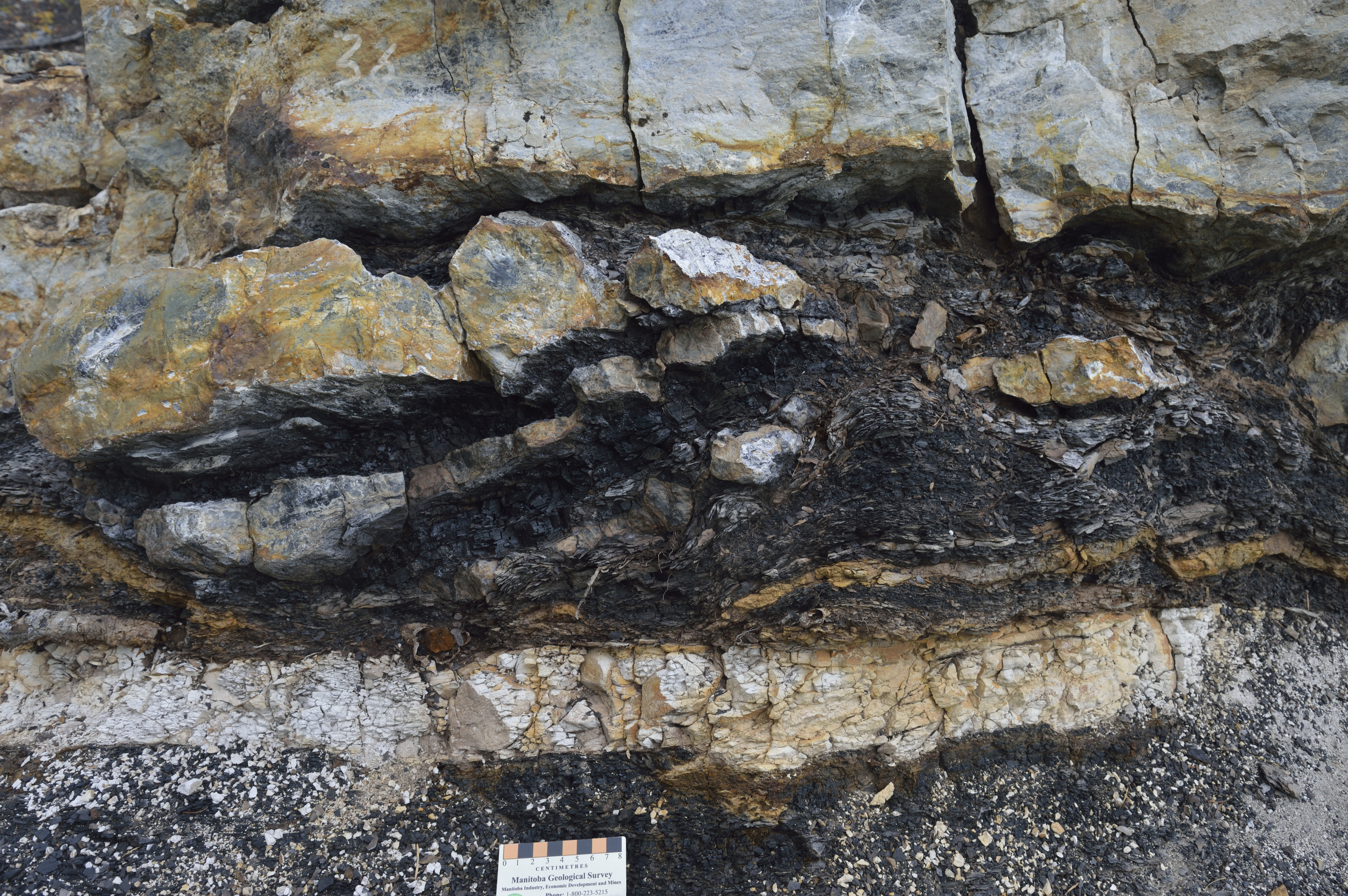
Gros plan de l'affleurement du Chert de Princeton montrant des cendres volcaniques (couche blanche à la base), du charbon tourbeux (couche foncée) et des couches de Chert (gris).

Le site se trouve sur la rive est de la rivière Similkameen, au sud de la ville de  Princeton dans le District régional d'Okanagan-Similkameen,.
Appelé aussi Ashnola dans les sources plus anciennes, le site et ses fossiles sont connus depuis les années 1950, mais ont récemment fait l'objet d'une attention accrue. Cela est peut-être dû au rare type de silice perminéralisée fossile Lagerstätten trouvée qui a conservé des plantes et des animaux en détail 3D, avec une excellente conservation intra-cellulaire. Des descriptions anatomiques et la reconstitution de plantes entières à partir de parties isolées ont été possibles pour de nombreuses espèces,,.
Peu de fossiles végétaux ailleurs dans le monde montrent une telle excellence dans la préservation et la diversité. Des lits fossilifères semblables dans les sédiments lacustres de l'Éocène se trouvent ailleurs en Colombie-Britannique, y compris dans le parc provincial Driftwood Canyon, près de Smithers, dans le nord de la Colombie-Britannique, les McAbee Fossil Beds à l'ouest de Kamloops, aux environs et au nord-nord-ouest des gisements de Princeton Chert.

## Biota fossile
L'échantillonnage a été effectué, mais actuellement les données n'ont pas été analysées en détail.
Sur l'affleurement, on peut voir les tendances des taxons. Dans les couches les plus élevées, les organes fossiles de Metasequoia milleri cessent d'être représentés, mais les Pinus et les monocotylédones augmentent en nombre. On y trouve une énorme concentration de fougères, telle que Dennstaedtiopsis , au-dessus d'une couche de cendres énorme, bien que peu d'angiospermes se rencontrent dans ces gisements. Un grand nombre d'angiospermes ont été trouvés avec plusieurs types de conifères, de fougères et plusieurs fossiles non identifiés de différentes familles.

### Fossiles lacustres in situ
L'éventail de fossiles floraux et fauniques trouvés dans le Chert de Princeton prouve sans équivoque qu'il s'agissait d'un site (lacustre) ou d'un lac. Les fossiles végétaux trouvés montrent de nombreuses adaptations structurales et anatomiques à un environnement aquatique, y compris un système vasculaire réduit. L'aérenchyme dans les tissus (espaces d'air pour fournir une flottabilité) et des lacunes entourées d'un anneau de cellules avec des parois intérieures épaissies fournissent des arguments complémentaires et d'autres preuves sont fournies par les affinités évidentes des fossiles avec les angiospermes aquatiques modernes.
Beaucoup de plantes existantes montrent ces adaptations et sont semblables aux organismes trouvés dans le chert. Par exemple, les nénuphars («Allenbya»), Nymphaeaceae (Nymphaeaceae), plats d'eau (Alismataceae), arums (Keratosperma), Araceae ). Les joncs et les carex ( Ethela , Juncaceae, Cyperaceae) sont quelques-unes des angiospermes trouvées aujourd'hui,. Des graines ont également été trouvées et montrent des adaptations à la vie aquatique.

### Champignons
Des champignons pathogènes ont été trouvés sur les feuilles et d'autres organes de certaines plantes vasculaires. Les fossiles d' Uhlia   palms ont des champignons goudronnés sur leurs feuilles, connus sous le nom de Paleoserenomyces. Fait intéressant, ces champignons sont eux-mêmes parasités par un mycoparasite,  Cryptodidymosphaerites princetonensis . Des mycorhizes symbiotiques (mycorhizes) ont également été découverts dans des racines de Pinus et de Metasequoia. Dans  Metasequoia , ces associations ont été comparées à des mycorhizes existantes, et se sont révélées très semblables.